# Gonçalo Tavares
Gonçalo Rodrigues Tavares (Proença-a-Nova, 27 agosto 2004) è un ciclista su strada portoghese che corre per il team Hagens Berman Jayco.

## Palmarès

### Strada
- 2023 (Hagens Berman Axeon, una vittoria)

Campionati portoghesi, Prova in linea Under-23
- 2024 (Hagens Berman Axeon, una vittoria)

Campionati portoghesi, Prova a cronometro Under-23

#### Altri successi
- 2022 (Juniores)

Classifica scalatori Tour de Gironde

## Piazzamenti

### Competizioni mondiali
- Campionati del mondo

Fiandre 2021 - Cronometro Junior: 40º
Fiandre 2021 - In linea Junior: 22º
Wollongong 2022 - Cronometro Junior: 19º
Wollongong 2022 - In linea Junior: 18º
Glasgow 2023 - Cronometro Under-23: 38º
Glasgow 2023 - In linea Under-23: 37º
Zurigo 2024 - In linea Under-23: 70º

### Competizioni europee
- Campionati europei

Trento 2021 - Cronometro Junior: 19º
Trento 2021 - In linea Junior: 29º
Anadia 2022 - Cronometro Junior: 16º
Anadia 2022 - In linea Junior: 45º
Drenthe 2023 - Cronometro Under-23: 29º
Drenthe 2023 - In linea Under-23: 35º
Limburgo 2024 - In linea Under-23: 37º